# ميلان كوبيش
ميلان كوبيش (بالتشيكية: Milan Kopic)‏ (23 نوفمبر 1985 ببلهريموف في التشيك - ) هو لاعب كرة قدم تشيكي في مركز الدفاع. شارك مع منتخب جمهورية التشيك تحت 21 سنة لكرة القدم. أما مع النوادي، فقد لعب مع سبارتا براغ وسلافيا براغ ونادي سلوفان براتيسلافا ونادي ملادا بوليسلاف ونادي هيرنفين وFC Vysočina Jihlava ‏.

## وصلات خارجية
- ميلان كوبيش على موقع الاتحاد التشيكي (الإنجليزية)
- ميلان كوبيش على موقع قاعدة بيانات كرة القدم.إي يو (الإنجليزية)
- ميلان كوبيش على موقع Soccerway.com (الإنجليزية)